# Dennis Gábor

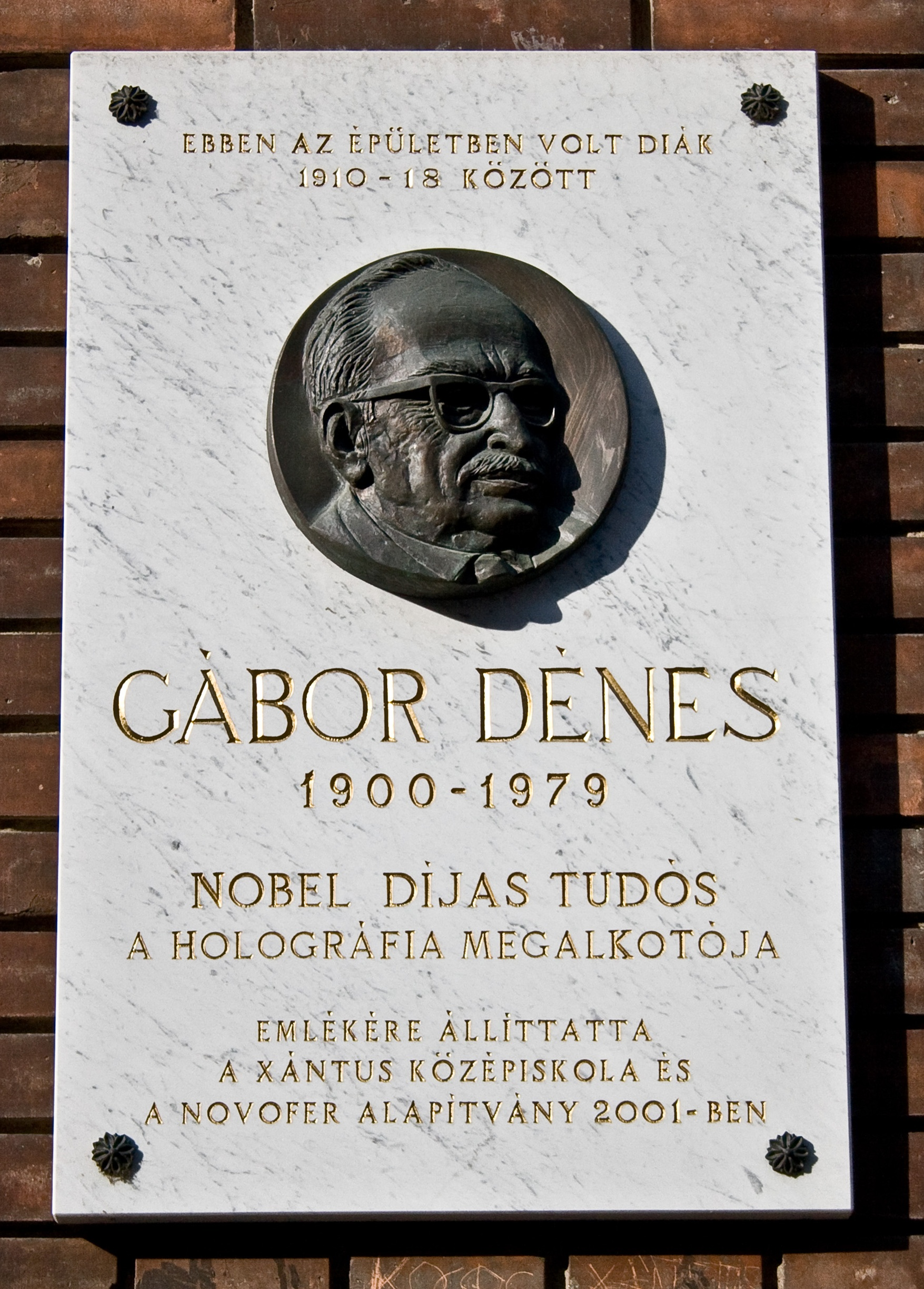
Gedenktafel zur Erinnerung an Dennis Gábor in Budapest

Dennis Gábor (eigentlich Gábor Dénes, deutsch 1920–1934 auch Dionys Gabor) (* 5. Juni 1900 in Budapest; † 8. Februar 1979 in London) war ein ungarischer Ingenieur, der 1971 den Nobelpreis für Physik für die Erfindung der Holografie erhielt. Er lebte von 1920 bis 1933 in Deutschland, danach emigrierte er nach England, wo er später die britische Staatsbürgerschaft annahm. Dennis Gábor war Gründungsmitglied des Club of Rome.

## Leben
Er absolvierte das Studium der Ingenieurwissenschaften 1920 an der Technischen und Wirtschaftswissenschaftlichen Universität Budapest. Weitere Studien an der Technischen Hochschule Berlin-Charlottenburg folgten von 1921 bis 1924, wo er die Idee eines Zyklotrons entwickelte. Nach der Promotion 1927 ging er zur Siemens & Halske AG (heute Siemens AG) in Berlin, wo er seine ersten Erfindungen (Hochdruck-Quecksilberdampflampe) machte. Aufgrund seiner jüdischen Herkunft musste er infolge der politischen Entwicklungen in der Zeit des Nationalsozialismus 1933 nach England emigrieren. Er lebte in Rugby und erhielt die britische Staatsbürgerschaft. In England arbeitete er für British Thomson-Houston.
1947 entwickelte er das Prinzip der Holografie.
Gábor trat 1949 in das Imperial College London ein, wo er 1958 Professor für angewandte Elektronenphysik wurde und auf den Gebieten der Plasmaphysik, Elektronenoptik sowie -mikroskopie, Interferenzmikroskopie und Informationstechnik (bes. Fernsehen) arbeitete. Gábor erhielt 1971 den Physik-Nobelpreis „für seine Erfindung und Entwicklung der holografischen Methode“.
Dennis Gábor starb 1979 in London, er war Inhaber von über 100 Patenten.

„Für die Mehrheit der Menschen ist Arbeit die einzige Zerstreuung, die sie auf Dauer aushalten können.“

Nach ihm benannt ist auch die Gabor-Transformation, eine örtlich eingeschränkte Variante der Fourier-Transformation.
Die Stadt Potsdam benannte eine Straße nach Dennis Gabor.
1967 erhielt er die Young-Medaille. 1972 wurde er in die American Academy of Arts and Sciences gewählt, 1973 in die National Academy of Sciences.
2007 wurde ein Asteroid nach ihm benannt: (72071) Gábor. Ihm zu Ehren ist die Gabor-Medaille und die Dennis Gabor Medal and Prize benannt.

## Schriften
- Dionys Gábor: Oszillographieren von Wanderwellen mit dem Kathodenoszillographen. Verlag der Vereinigung der Elektrizitätswerke, Berlin 1927.
- Dennis Gábor, Eduard Pestel: Das Ende der Verschwendung. Zur materiellen Lage der Menschheit, ein Tatsachenbericht an den Club of Rome (= rororo-Sachbuch. Band 7164). Rowohlt Verlag, Reinbek bei Hamburg 1978, ISBN 3-499-17164-3 (englisch: Beyond the Age of Waste. Übersetzt von Hans Dieter Heck).
- Dennis Gabor: Holographie 1973. Vortrag, gehalten an dem Mentorenabend der Carl Friedrich von Siemens Stiftung in München-Nymphenburg am 15. Juni 1973. Carl Friedrich von Siemens Stiftung, München ([1974]).
- Dennis Gabor: Der vernünftige Mensch. Konzept für unsere Selbstverwirklichung. Scherz, Bern / München / Wien 1972 (englisch: The mature society. Übersetzt von Wolfram Viertel).
- Dennis Gabor: Menschheit morgen. Scherz, Bern / München / Wien 1965 (englisch: Inventing the future. Übersetzt von Alfred P. Zeller).